# Градско купалиште Пирот
Градско купалиште Пирот, познато и под називима Градски базен и Компензациони базен 2, налази се недалеко од центра Пирота, на левој обали Нишаве. Изграђено је почетком деведесетих година 20. века након изградње бране на Завојском језеру и хидроцентрале у Бериловцу. На врхунцу своје популарности било је познато међу Пироћанцима и као Пиротско море, а свакодневно га је посећивало неколико хиљада људи током купалишне сезоне. Премда један од највећих отворених купалишних комплекса у Србији, објекат је напуштен након летње сезоне 2018. године и препуштен пропадању.

## Географија
Градско купалиште налази се недалеко од центра Пирота, на левој обали Нишаве. Смештено је у непосредној близини шеталишта на Пиротском кеју, с друге стране железничке пруге. Маја 2002. године, донацијом амбасаде Краљевине Норвешке обезбеђена су средства за изградњу челичног пешачког моста преко Нишаве поред Градског купалишта. Изградњом овог моста спречен је даљи прелазак деце и купача преко необезбеђеног железничког моста и тиме решен дугогодишњи проблем града. Приступ аутомобилом омогућен је према улазу на јужној страни купалишта. До улаза на супротној, северној страни комплекса могуће је доћи пешице преласком преко необележеног пружног прелаза.

## Историјат
Након изградње хидроцентрале у селу Бериловац најпре је на десној обали Нишаве изграђен Компензациони базен 1, површине близу 24 хектара, који је био намењен прихватању највећег дела воде из машинске зграде после њеног енергетског искоришћења. Током марта 1991. године управа Хидроелектране Пирот на челу са директором Десимиром Спасићем донела је одлуку да се започне изградња другог, мањег компензационог базена на левој обали Нишаве дужине 500 и ширине 100 метара. Идеја је била да се овај мањи компензациони базен током лета користи за спортско-рекреативне активности као нека врста градског купалишта. Финални радови на овом мањем базену приведени су крају 1994. године. Градско купалиште повезано је са Компензационим базеном 1 сифоном који пролази испод Нишаве, а пројектовано је и да при великом водостају реке прима воду која би у том тренутку претила да изазове плављење обале.
Пироћанци су деценијама за купање и рекреацију користили брзаке на Нишави, али су изградња хидроелектране и испуштање воде у реку довели до повећања њеног водостаја и смањења температуре воде. Стога се сматрало да се Дирекција за изградњу хидроцентрале донекле одужила Пироћанцима изградњом Градског купалишта.
Током летњих месеци Градско купалиште се редовно снабдевало водом из Завојског језера. Квалитет воде испитивао је Завод за јавно здравље Пирот на недељном нивоу. Слоган „Добродошли на место где се Старопланински потоци претварају у море” требало је да укаже да се ради о води одличног квалитета, најчешће I и II категорије, чиме су посетиоци оваквог купалишта били умногоме привилеговани у односу на сличне купалишне комплексе у другим деловима Србије.

## Изглед и организација комплекса
Градско купалиште Пирот, односно Компензациони базен 2, налази се у власништву ХЕ Пирот. Сваке године пред почетак купалишне сезоне ХЕ Пирот је са градском управом потписивала краткорочне уговоре о уступању комплекса у спортско-рекреативне сврхе током летњих месеци. О организацији рада купалишта и пратећих служби потом су у име града бринули најпре Јавно предузеће Комуналац, а од 2008. године Спортски центар Пирот. Током сезоне на купалишту су радили дежурна лекарска екипа, спасиоци и друге службе неопходне за одржавање и функционисање базена, укључујући бесплатну школу пливања. У оквиру комплекса пословало је и неколико угоститељских објеката. 
Само купалиште (водена површина) из птичје перспективе има облик рибе и подељено је на неколико зона: реп као најплићи део прилагођен деци и непливачима, средишњи део и глава купалишта са дубином већом од 3 метара. Купалишни комплекс у целини заузима површину од око 7 хектара, док се сама водена површина простире на 4,23 хектара. Дужина базена износи 470 метара, док ширина варира у појединим деловима и креће се од 60 до 120 метара. Узак појас плаже и почетни, улазни део самог базена су бетонирани, док је остатак базенског дна пошљунчен. Муљ који се годинама таложио на дну базена потпуно је очишћен пред почетак сезоне 2008. године, којом приликом је дно пошљунчено са 3000 кубика шљунка. Купалиште поседује велики тобоган као и терене за одбојку на песку, фудбал на песку, асфалтни терен за кошарку, неколико бетонских столова за стони тенис,  дечије игралиште на обали, потом голове, кошеве и мобилијар са тобоганима у води. Пред почетак сваке сезоне вршена  је дезинфекција и дезинсекција купалишта, а постављане су и бове које означавају безбедну зону за све купаче. 
Током двехиљадитих година, на врхунцу своје популарности, Градско купалиште Пирот је дневно посећивало и по 4000 купача. Тада се размишљало о додатном повећању капацитета уређењем супротне стране базена. Изјаве званичника Општине Пирот и ХЕ Пирот крајем двехиљадитих година наговештавале су постојање добре воље и интересовања обе стране да град преузме власништво над купалиштем.
На Градском купалишту организовани су концерти и разноврсне спортске и културне манифестације намењене младима. Августа 2008. године на базену је пред око 1000 посетилаца наступио Марко Настић, један од најпознатијих српских ди-џејева. Поводом великог православног празника Богојављења, 2013. године је први пут на Градском купалишту организовано и пливање за Часни крст, традиционални обичај који се дотад одржавао на Нишави почев од 2004. године.

## Организационе потешкоће и престанак рада Градског купалишта
Званично су, у јавности и медијима, све потешкоће око организације рада купалишта почев од 2013. године представљане у контексту несугласица на релацији Општина Пирот–ХЕ Пирот. Таквим несугласицама придаван је и политички, односно страначки карактер. 
Закаснело потписивање уговора о закупу комплекса пред почетак летње сезоне 2013. године образлагано је у јавности спорном тачком уговора које није било претходних година, а која садржи предлог да Општина Пирот исплаћује штету власницима њива у непосредној околини које су плављене због пуњења компензационих базена. Неспоразум је напослетку превазиђен, те је сезона ипак почела на време.
Током лета 2015. године, Спортски центар Пирот је краткотрајно обуставио све активности на купалишту правдајући тај поступак недовољном количином воде на базену чиме је практично онемогућен његов рад. Према изјавама надлежних, недостатак воде за преливање и пречишћавање базена услед посебног режима рада који диктира Хидроелектрана Ђердап, условио је тих дана појаву алги и прљавштине због чега је купалиште привремено затворено. Директор ХЕ Пирот истицао је да се проблем јавио око подизања нивоа Нишаве при испуштању воде из купалишта, а који је морао да буде под контролом због радова на Коридору 10. На заједничком састанку којем су присуствовали представници градске управе, ХЕ Пирот и извођача радова на Коридору 10, постигнут је договор којим је стабилизован рад купалишта у наредним недељама.
Почетак купалишне сезоне 2016. године био је обележен бурним односима на релацији Град Пирот–ХЕ Пирот, којима је у јавности приписана и политичка позадина. На захтев ХЕ Пирот, Град Пирот ипак је добио дозволу Републичке дирекције за имовину за управљање Компензационим базеном 2 током летњих месеци, али је купалишна сезона отпочела са великим закашњењем у другој половини јула 2016. Тих седмица, из Спортског центра Пирот грађанима је у виду алтернативе сугерисана посета затвореном базену, а наглашавано је да у Стратегији развоја Града Пирота постоје пројекти за изградњу новог отвореног базена.
Почев од лета 2017. године забрањено је купање у најдубљем делу базена, такозваној глави, док је средишњи део додатно пошљунчен како би највећа дубина безбедне зоне износила 1,7 метара, уз образложење надлежних да се тиме рад купалишта усклађује са актуелним законским прописима.
Летња сезона на Градском купалишту Пирот последњи пут је организована 2018. године.
Неизвесност у погледу организације, обуставе рада, наратив пласиран од стране званичника који је пажњу грађана везивао за друге постојеће и планиране објекте такве врсте, морали су утицати на опадање интересовања Пироћанаца за градско купалиште. Део њих окренуо се сличним објектима изграђеним у суседним општинама. На тај начин је комплекс, који је деценију раније прихватао више хиљада људи на дневном нивоу, током својих последњих сезона знатно изгубио на популарности.
Јуна 2019. године Град Пирот и ХЕ Пирот издали су заједничко саопштење којим је јавност обавештена да тог лета Градско купалиште неће радити. Као разлог за овакву одлуку наведена је регулација дела реке Нишаве низводно од града, због чега градско купалиште не би могло да се пуни водом до јесени.
Релативизација проблема напуштеног купалишта одвијала се у неколико „колосека”. Док су једни, махом припадници старијих генерација, у јавности евоцирали успомене на Нишавске брзаке своје младости, а други најчешће говорили о доступности затвореног и изградњи новог отвореног базена у будућности, по много чему јединствено и једно од најатрактивнијих градских купалишта у Србији препуштено је зубу времена, обрасло у коров, са руинираним објектима и реквизитима услед варварских испада појединаца. 
На састанку одржаном 26. јула 2022. године, којим је председавала тадашња потпредседница Владе Србије и министарка рударства и енергетике Зорана Михајловић, Град Пирот и ЈП „Електропривреда Србије” обавезали су се да ће у предвиђеном року од 60 дана изнаћи трајно решење о начину управљања и коришћења Компензационог базена 2, односно Градског купалишта.
У међувремену, свечано отварање новоизграђеног отвореног базена у Пироту површине близу 0,26 хектара најављено је за почетак купалишне сезоне 2023. године.

## Галерија
- Панорама, јул 2006. године

- Јул 2006. године

- Март 2023. године